# مایکل سرسین
مایکل استین سِرِسین (به انگلیسی: Michael Stephen Seresin، متولد ۱۷ ژوئیه ۱۹۴۲) فیلمبردار نیوزیلندی است که برای همکاری‌های متعددش با کارگردان انگلیسی آلن پارکر شناخته شده است.

## فیلم‌شناسی

### فیلم‌بردار
- ۱۹۷۶: باگزی مالون
- ۱۹۷۸: قطار سریع‌السیر نیمه‌شب
- ۱۹۸۰: روباه‌ها (فیلم)
- ۱۹۸۰: شهرت
- ۱۹۸۲: فرار شبانه
- ۱۹۸۴: بردی (فیلم)
- ۱۹۸۷: قلب فرشته
- ۱۹۹۰: بیا بهشت را ببین
- ۱۹۹۶: تالار شهر
- ۱۹۹۸: طلوع مرکوری
- ۱۹۹۹: خاکسترهای آنجلا
- ۲۰۰۱: اختلاف داخلی
- ۲۰۰۳: زندگی دیوید گیل
- ۲۰۰۴: هری پاتر و زندانی آزکابان
- ۲۰۰۶: استپ آپ
  - ۲۰۱۰: تمام چیزهای خوب
- ۲۰۱۳: جاذبه (فیلم) (فیلمبرداری تکمیلی)
- ۲۰۱۴: طلوع سیاره میمون‌ها
- ۲۰۱۷: جنگ برای سیاره میمون‌ها
- ۲۰۱۸: کتاب جنگل